# بئاتریس اوهانسیان
بئاتریس اوهانسیان (ارمنی: Բեատրիս Հովհաննիսյան؛ انگلیسی: Beatrice Ohanessian; ۱۵ مارس ۱۹۲۷ – ۱۷ ژوئیهٔ ۲۰۰۸) یک نوازنده پیانو ارمنی-عراقی بود. وی به عنوان نخستین نوازنده پیانو کنسرت و نخستین بانوی آهنگساز عراق شناخته می‌شود.

## زندگی‌نامه
اوهانسیان در سال ۱۹۲۷ در بغداد در یک خانواده سرشناس ارمنی به دنیا آمد. پدر وی در ایران به دنیا آمده بود و پس از مدتی کسب و کار در هند با بریتانیایی‌ها در بغداد سکونت گزیده بود. مادر و دایی‌هایش نیز از یتیمان در جریان نسل‌کشی ارمنی‌ها بودند. والدینش وی را برای آموختن موسیقی وی را تشویق نمودند. اوهانسیان در انستیتو هنرهای زیبا ثبت نام نمود.
پس از فارغ‌التحصیلی به عنوان دستیار با «ژولیت هرتز» استاد رومانیایی پیانو همکاری نمود. با بورسیه دولت عراق در آکادمی سلطنتی موسیقی در لندن زیر نظر مکس پیارنی تحصیل نمود.
وی در بین سال‌های ۱۹۶۹ تا ۱۹۷۲ در دانشگاه مینه‌سوتا و کالج مک‌آلستر تدریس می‌نمود.
وی روز ۱۷ ژوئن ۲۰۰۸ در بلومینگتن، مینه‌سوتا در سن ۸۱ سالگی در اثر بیماری سرطان درگذشت.